# Bascuñana
Bascuñana är en kommun i Spanien.   Den ligger i provinsen Provincia de Burgos och regionen Kastilien och Leon, i den norra delen av landet, 230 km norr om huvudstaden Madrid. Arean är 8,0 kvadratkilometer.
Terrängen i Bascuñana är platt åt nordväst, men åt sydost är den kuperad.